# Владо Петковић
Владо Петковић (6. јануара 1983, Краљево) је српски одбојкашки репрезентативац.
Висок је 199 центиметра, а тежак 97 килограма, а игра на позицији техничара. На дресу носи број 5. Одбојку је почео да тренира у ОК Рибница Краљево. Са Црвеном звездом је освојио титулу првака Србије и Црне Горе 2003. Тренутно наступа у Јужној Кореји за одбојкашки клуб Woori Capital. Са репрезентацијом је освојио 3. место на Европском првенству 2007., учествовао на Олимпијским играма 2008. у Пекингу, и наступио је на предстојећем Светском првенству у Италији 2010.
Владов старији брат Вељко такође је играо у репрезентацији Србије.